# Golešnica
Golešnica (makedonska: Голешница) är en bergskedja i Nordmakedonien. Den ligger i den centrala delen av landet, 29 kilometer söder om huvudstaden Skopje.